# Svatý rok 1675
Jubilejní Svatý rok 1675 (14. řádné univerzální jubileum), který navázal na předchozí řadu Svatých roků, byl vyhlášen Klementem X. bulou Ad Apostolicae Vocis Oraculum ze dne 16. dubna 1674, bylo znovu posvěceno Koloseum a zrušeno povolení z roku 1671 pořádat zde býčí zápasy. 
Jednou z nejvýznamnějších poutnic byla švédská královna Kristýna, která se v roce 1655 vzdala trůnu, konvertovala ke katolicismu a přestěhovala se do Říma, kde se usadila v Palazzo Farnese. V tomto roce přišlo do Říma asi jeden a půl milionu poutníků.

## PrůběhSvatého roku 1675
Nejtypičtější a poslední barokní Svatý rok slavil v roce 1675 pětaosmdesátiletý papež Klement X., který byl takřka vtělením sedmnáctého století. Byl přítelem všech papežů, světců, umělců a básníků, zasahoval často do politického života církve a byl i nunciem v Polsku.

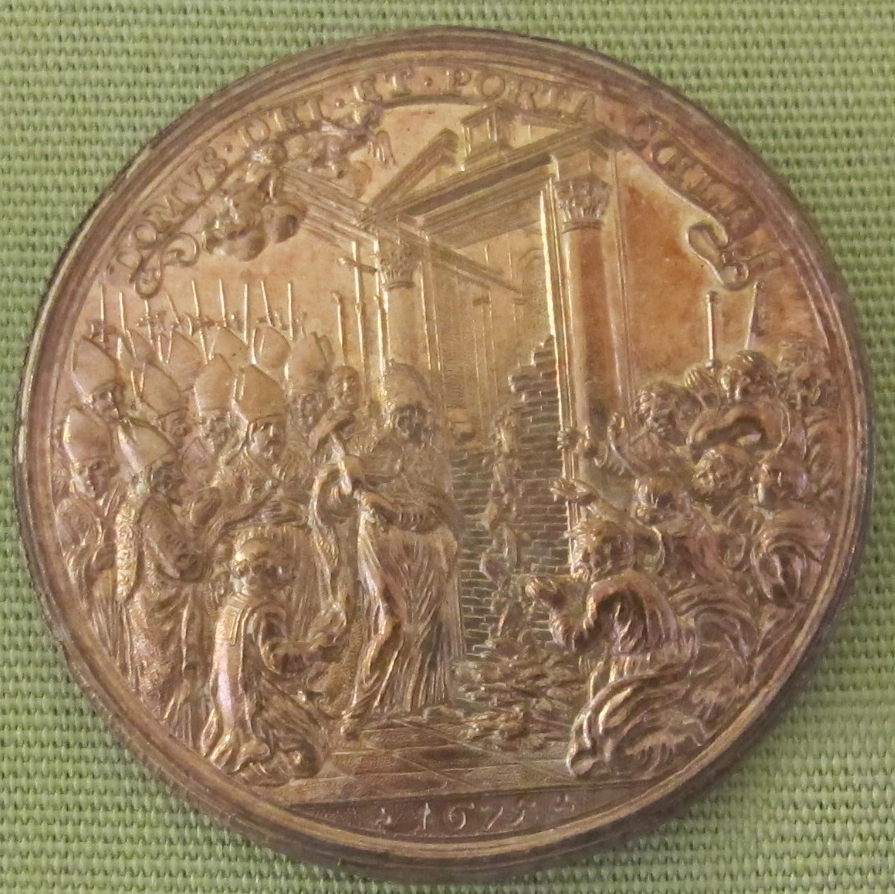
Klement X. otevírá Svatou bránu 1675

### Zahájení
Jubilejní rok byl vyhlášen za hlaholu trub a bubnů. Ač i v něm se událo mnoho kajících skutků, kronikáři doby byli uchváceni jeho vnější nádherou. Typické jsou i příkazy vydané papežem před jeho zahájením: faráři měli udržovat římské chrámy v čistotě, nevěstky neměly koketovat ani z oken, ani se ukazovat v kočárech, nebo se přestrojovat; hostinští neměli zvyšovat ceny a umělci a řemeslníci měli dodržovat sváteční klid o zasvěcených svátcích.  K tomu pochopitelně přistoupil i obvyklý zákaz karnevalu a 8000 skudů, z kterých byl každoročně financován, bylo dáno arcibratrstvu Sv. Trojice na pomoc poutníkům. Ale celý tento Svatý rok měl karnevalový nádech. Již k otevření Svaté brány musel papež projít zástupem ozbrojených vojáků, aby ho zástup 200 000 poutníků, který byl na náměstí svatého Petra, neutlačil. Velmi slavnému otevření byl mj. přítomen i kníže Martinic a mnoho jiných šlechticů. Bývalá královna Kristina Švédská, která se po svém obrácení na katolickou víru musela vzdát trůnu a pak sídlila v Římě, byla přítomna s dvěma anglickými nekatolickými šlechtici. Když se jeden vzpouzel pokleknout, energická Kristina ho k tomu přiměla, aby nepůsobil pohoršení ostatním.

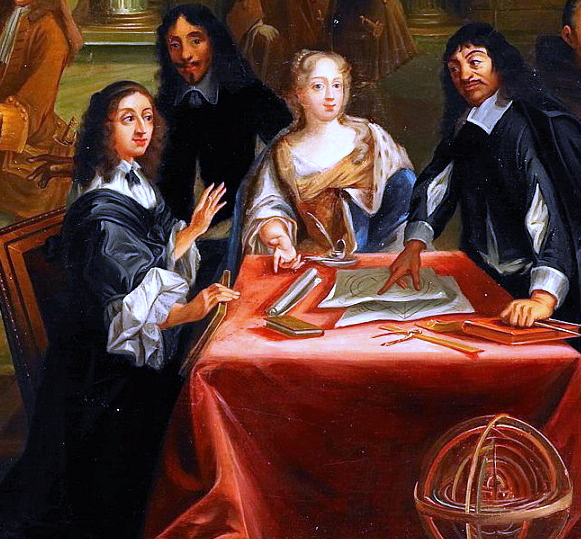
Královna Kristina Švédská (vlevo) diskutuje s René Descartem (vpravo)

120 mušket vystřelených švýcarskou gardou při otevření Svaté brány bylo znamením posádce Andělského hradu ke střelbě velikým dělem a hned nato nejenže se rozezvučely v celém Římě zvony na kostelích, ale Římané začali také střílet z mušket, vytrubovat, bubnovat po celém městě, takže posvátná vánoční noc se změnila rázem v noc silvestrovskou, hodnou dvacátého století. Ještě po čtyři dny třikrát denně vyzváněly všechny římské zvony na počest Svatého roku.
Znovu ožila činnost bratrstev, která pomáhala jubilejním poutníkům. Arcibratrstvo Nejsvětější Trojice, založené před sto lety sv. Filipem Nerim, poskytlo útulek 280 496 poutníkům a ve svém špitále ošetřilo 39 600 nemocných. Tam také dvanáctkrát přišel papež umýt nohy poutníkům. I jiná menší bratrstva se přičinila, aby poutníkům nic nescházelo, neboť mnozí přicházeli bez prostředků a cestou si vyžebrávali almužnu a jídlo. Odhaduje se, že v roce 1675 putovalo do Říma 1 400 000 osob, mezi nimiž první skupina z Vídně prošla Svatou branou hned za papežem po jejím otevření. Tu aspoň navenek končil duch pokání.

### Zevnější okázalost

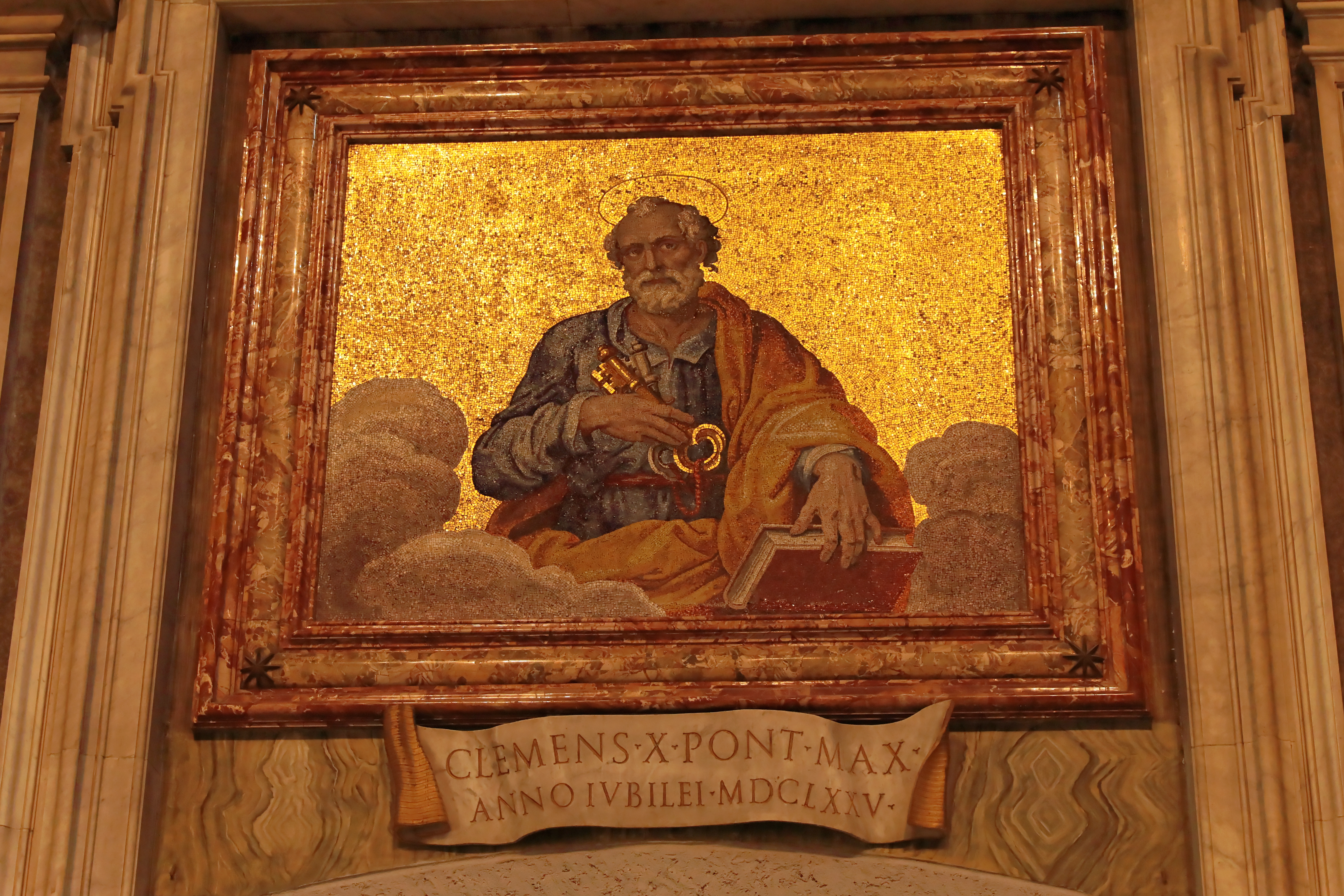
Nápis v bazilice sv. Petra připomínající Jubilejní rok 1675

Poutníci i římští obyvatelé byli zaujati barokním leskem liturgických obřadů, jímž byl Řím zaplněn, a stal se jedinečným divadlem, na němž arci vydělali římští umělci a architekti. Tak na zahájení adorace Nejsvětější Svátosti v jezuitském kostele Il Gesù vztyčil jakýsi architekt od země až po klenbu grandiózní scénu znázorňující apokalyptické vidění svatého Jana o triumfu mystického Beránka, na níž bylo přes sto postav starců, svatých, andělů a draků. Bodrý současník uzavírá však popis takto: „Velkolepost divadla ... ponechávám úsudku toho, kdo dokáže ocenit zručnost architekta.“

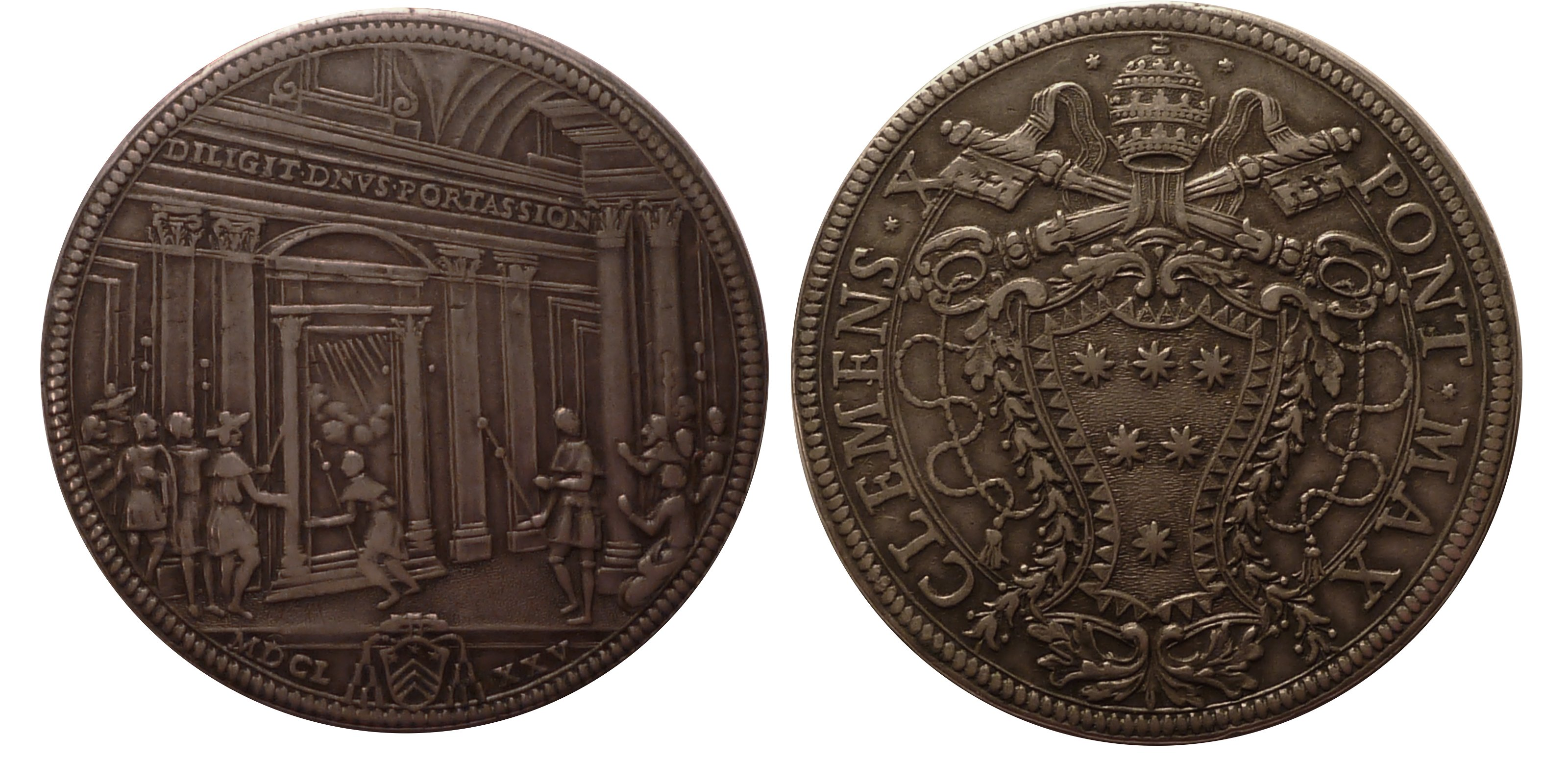
Papežský stát, Klement X.
(r. 1670–1676). 1 Piastre, 1675. Emise Svatého roku, římská mincovna

Slavný architekt Fontana navrhoval lucerny, korouhve a přenosnou ozdobnou věž pro jubilejní procesí arcibratrstva Kříže od sv. Marcela, kterou neslo 17 nosičů. Bernini navrhl výzdobu Božího hrobu u svatého Petra na Velký pátek.
Jubilejní procesí zbožného Sdružení plačící Madony, jehož členové se oděli v pytlovinu, vedl jejich představený kníže Pamphili, pozdější kardinál, v doprovodu čtyř rytířů, třímaje v ruce sametovou tyč tři lokty dlouhou, zdobenou stříbrem a mnoha diamanty. V procesí neslo 44 nosičů model chrámu se znázorněním výjevů Kristova umučení. Členové sdružení nesli 400 pochodní.
Zvláštní prostotou se odlišovalo od ostatních pompézních poutních procesí Arcibratrstvo smrti a modlitby, jehož 280 členů, oděných v prostou temnou pytlovinu, putovalo bez věží a luceren pouze se svým symbolem, s prostým křížem a pochodněmi. Byli to většinou šlechtici.

## Hodnocení
Právě proto, že pozornost všech byla upjatá na tyto typicky barokní a nabubřelé projevy okázalé zbožnosti a že očití svědci se proto opomíjejí zmiňovat o obyčejných prostých poutnících, je těžko podat úplný duchovní profil tohoto Svatého roku, který, jak doznává vhodně Masciatelli, „byl vrcholnou oslavou jednoho dějinného údobí a jedinečnou ilustrací k poslední kapitole vzácné knihy, která se jím navždy uzavřela“.

#### Studie a články
- Anni Santi (Gli). Torino: [s.n.], 1934. (italsky)
- BARGELLINI, Piero. L'Anno Santo nella storia, nella letteratura e nell’ arte. Florencie: [s.n.], [1974]. 318 s. (italsky)
- CASTELLI, Giulio. Gli Anni Santi. Il grande perdono. Rocca S. Casciano: [s.n.], 1949. (italsky)
- CECCHETTI, I. The Sublime City. Washington – Řím: Frediani G, 1950. (anglicky)
- CECCHETTI, I. Roma nobilis. L’idea, la missione, le memoria. Il destino di Roma. Řím: Cechetti I., 1950. (italsky)
- Storia e typografia dell’ Anno Santo. Vatikán: Comitato centrale per l’Anno Santo, 1974. (italsky)
- DE BLASI, Jolanda. Giubileo. Racconto di sei secoli e mezzo (1300–1950). Florencie: Del Turco Ed., 1950. 624 s. (italsky)
- DI MEGLIO, S. Breve storia dell’Anno Santo. Siena: [s.n.], 1973. (italsky)
- DUMEIGE, G. L’accueil de Rome aux pelegrins du Jubilé de 1575 (přednáška v Centre d’Études saint Louis de France, 10. prosince 1974). [s.l.]: [s.n.] (francouzsky)
- DVPRÉ THESEIDER, E. Roma dal Comune del popolo alla Signoria pontificia (1252–1377). [s.l.]: [s.n.], 1952. (italsky)
- FRUGONI, A. La devozione dei Bianchi del 1399. In:  L’attesa dell’età nuova nella spiritualità della fine del medio evo. [s.l.]: Todi, 1962. S. 232–248. (italsky)
- GALUZZI, A. Gli Anni Santi nell’età moderna, v: Schede di storia della Chiesa nell’età moderna. Řím: [s.n.], 1994–19952. S. 265–324. (italsky)
- GORDINI, G. D. Storie dei pellegrini, di briganti e di anni santi, (Chiesa sotto inchiesta, 3). Torino: [s.n.], [1974]. (italsky)
- MARONI LOMBROSO, M; MARTINI, A. Le confraternite romane nelle loro Chiese. Řím: [s.n.], 1963. (italsky)
- MARTIRE, E. Santi e Birboni. Luci ed ombre nella storia dei giubilei. Milano: [s.n.], 1950. (italsky)
- MELIS, F. Movimenti di popoli e motivi economici nel giubileo del 1400; v: Miscellanea Gilles Gerard Meerseman, I,. Padova: [s.n.], 1970. S. 343–367. (italsky)
- Mostra documentaria degli Anni Santi (1300–1975). Vatikán: [s.n.], 1975. (italsky)
- PASTOR, L., von. Storia dei papi dalla fine del medio evo ..., 20 sv.. 1950–1963 (fototypické vyd. 1971). vyd. Řím: [s.n.] (italsky)
- POLC, Jaroslav Václav. De origine festi Visitazione. Řím: (Coronas Lateranensis, 9A), 1967. (italsky)
- POLC, Jaroslav Václav. La festa della Visitazione e il Giubileo del 1390. Rivista di storia della Chiesa in Italia 29. 1975, s. 149–172. (italsky)
- SCHMIDT, H. Bullarium Anni Sancti. Řím: [s.n.], 1949. (latinsky)
- SECRET, F. Le „Tractatus de anno Jubilaei de Lazaro da Viterbo. Grégoire XIII e la Kabbale chrétiénne, Rinascimento“, serie II., 6. 1966, s. 305–333. (italsky)
- Storia e topografia dell’Anno Santo. Vatikán: Comitato centrale per l’Anno Santo, 1974. (italsky)

#### Periodika
- Acta Sanctae Sedis (–1904). Acta Apostolicae Sedis. (–1904). (latinsky)
- Anno Santo, Řím. 1973–1975. (italsky)
- Civiltà Cattolica (La), Řím (italsky)
- Jubilaeum. Ephemerides Anni Sancti, Città del Vaticano. [1974/1975].
- Nový život, Řím
- L'Osservatore Romano, Città del Vaticano (italsky)